# Thalestris rufoviolascens
Thalestris rufoviolascens är en kräftdjursart som beskrevs av Claus 1866. Thalestris rufoviolascens ingår i släktet Thalestris och familjen Thalestridae. Arten är reproducerande i Sverige. Inga underarter finns listade i Catalogue of Life.